# Südliche Qi-Dynastie

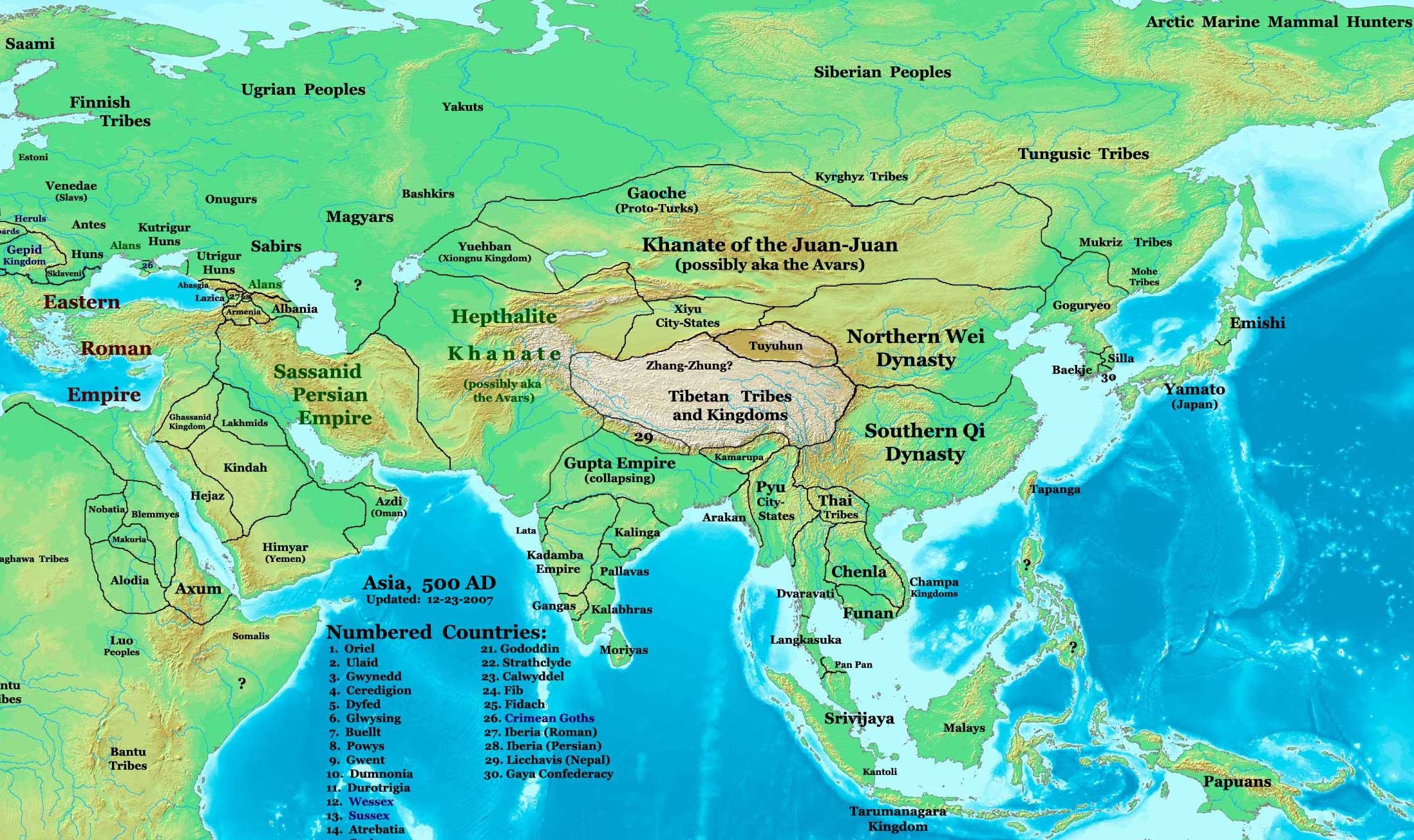
Südliche Qi-Dynastie und ihre Nachbarn, Karte um 500 n. Chr.

Die Südliche Qi-Dynastie bezeichnet eine Epoche des chinesischen Kaiserreichs, die von 479 bis 502 dauerte.
Die Südliche Qi-Dynastie fiel in die Zeit der Teilung Chinas in einen Süd- und einen Nordteil nach dem Ende der Jin-Dynastie; man spricht auch von der Zeit der Südlichen und Nördlichen Dynastien (chinesisch 南北朝, Pinyin nánběicháo 420-581). Dabei bildete die Südliche Qi-Dynastie die zweite der Südlichen Dynastien, wobei sie der Früheren Song-Dynastie (420-479) folgte und selbst von der Liang-Dynastie (502-557) abgelöst wurde.
Im Norden stand ihr die Nördliche-Wei-Dynastie gegenüber, die von den nomadischen Tuoba 385 begründet worden war. Die Nordgrenze der Südlichen Qi-Dynastie verlief dabei rund 100 km südlich des Huanghe.

## Herrscher
Die Dynastie umfasste folgende Kaiser:
| Postumer Name                        | Familienname und Vorname               | Zeit der Herrschaft | Äranamen und ihre Dauer                                   |
| ------------------------------------ | -------------------------------------- | ------------------- | --------------------------------------------------------- |
| Konvention: Qi + postumer Name       |                                        |                     |                                                           |
| Gao Di (高帝 gāo dì)                 | Xiao Dao Cheng (蕭道成 xiāo daò chéng) | 479-482             | Jianyuan (建元 jiàn yuán) 479–482                         |
| Wu Di (武帝 wǔ jìng dì)              | Xiao Ze (蕭賾 xiāo zé)                 | 483-493             | Yongming (永明 yǒng míng) 483–493                         |
| Yu Lin Wang (鬱林王 yù lín wáng)     | Xiao Zhao Ye (蕭昭業 xiāo zhāo yè)     | 494                 | Longchang (隆昌 lóng chāng) 494                           |
| Hai Ling Wang (海陵王 hǎi líng wáng) | Xiao Zhao Wen (蕭昭文 xiāo zhāo wén)   | 494                 | Yanxing (延興 yán xīng) 494                               |
| Ming Di (明帝 míng dì)               | Xiao Luan (蕭鸞 xiāo luán)             | 494-498             | Jianwu (建武 jiàn wǔ) 494–498 Yongtai (永泰 yǒng tài) 498 |
| Dong Hun Hou (東昏侯 dōng hūn hóu)   | Xiao Bao Juan (蕭寶卷 xiāo bǎo juǎn)   | 499-501             | Yongyuan (永元 yǒng yuán) 499–501                         |
| He Di (和帝 hé dì)                   | Xiao Bao Rong (蕭寶融 xiāo bǎo róng)   | 501-502             | Zhongxing (中興 zhōng xīng) 501–502                       |